# 352 Gisela
352 Gisela este un asteroid din centura principală, descoperit pe 12 ianuarie 1893, de Max Wolf.